# Turi András (újságíró)
Turi András (1945 előtt Turi Turgonyi András, polgári nevén Turgonyi András; Pozsony, 1918. március 9. – ?, 2002. január) író, újságíró. Turi Elemér (Turgonyi Elemér) fia, Turgonyi Pál színművész testvére.

## Élete
A Budapesti Egyetemen két évig hallgatott jogot, majd a Sajtófőiskolán szerezte meg a diplomáját. 
Az Est-lapoknál kezdte meg újságírói pályafutását az 1930-as évek végén, de írásai jelentek meg olyan lapokban is mint a Tolnai Világlapja, a Színházi hetilap, az Élet, a Délibáb valamint egyéb magazinokban, folyóiratokban is. 1942-től jelentek meg elbeszélései, regényei. Szépirodalmi művein a modern francia elbeszélők hatása mutatható ki.
1945 után a Magyar Nap, a Valóság című lapoknak írt, majd az Esti Hírlap rovatvezetője lett.
1946-tól dolgozott a Magyar Rádiónak. Számos mesejátékát, ifjúsági rádiójátékát játszották.

## Művei
Elbeszélések:
- Turi Turgonyi András: Titkok, Kapisztrán Sajtószövetkezet kiadása, Budapest, 1942

Regények:
Turi Turgonyi András néven:
- Láz, 1942
- Átok, Madách Színház-Új Színház Kft., Madách-könyvtár sorozat, Budapest, 1942
- Bosszú, 1943
- Furcsa találkozás, Érdekes könyvek, 1943
- Különös óra, 1943
- A megkísértett menyasszony, 1943
- Teréz, a tolvaj, Aurora, Budapest, 1943, 32 oldal
- Ősszel kezdődött, Takács Lajos Könyvkiadó Vállalat, Budapest, 1944[2]

Turi András néven:
- Gergő megfizet, Sport Lap- és Könyvkiadó, Budapest, 1951
- Kaland, kisregény, 1951
- Gál Zoltán - Turi András: A legragyogóbb csillag, kisregény, Magyar Szabadságharcos Szövetség, Budapest, 1955
- Váratlan fordulat, Belügyminisztérium Tanulmányi és Módszertani Osztály, Belügyminisztérium Kiskönyvtára sorozat 1960 9. szám, Budapest, 1960
- Ég a gyár, Belügyminisztérium Tanulmányi és Módszertani Osztály, Belügyminisztérium Kiskönyvtára sorozat 1961 1. szám, Budapest, 1961
- Persona non grata, Belügyminisztérium Tanulmányi és Módszertani Osztály, Belügyminisztérium Kiskönyvtára sorozat 1962 1. szám, Budapest, 1962
- Azért is lesz házunk, Magvető Kiadó, Budapest, 1964
- Rabszolgák ezredese, Zrínyi Katonai Kiadó, Budapest, 1974

Színműve:
- Turi Elemérrel: Vihar a baba körül, vígjáték, Kassa, 1943 (a Kassai Nemzeti Színház mutatta be 1943-ban)

Ifjúsági rádiójátékai:
- A fejedelem dajkája, 1955
- Harminc hordó bor, 1955
- Szárnyas vihar, 1955
- Aranyasszony, 1957
- Diáklázadás, 1958
- A zsivány (Mikszáth Kálmán nyomán), 1960
- Cirkuszkocsival a Sarkvidéken át (Jules Verne művéből), 1970